# Hans Ponfick
Hans Ponfick (* 24. August 1883 in Breslau; † 12. April 1946 in Szklarska Poręba, Polen) war ein deutscher Jurist. Er war ein auf Agrarrecht spezialisierter Verwaltungsjurist und Rechtsanwalt in der Zeit der Weimarer Republik.

## Leben
Hans Ponfick war der Sohn des in Breslau lehrenden Pathologen Emil Ponfick. Nach dem Schulbesuch in Breslau studierte er ab 1901 an der Philipps-Universität Marburg, der Georg-August-Universität Göttingen und der Schlesischen Friedrich-Wilhelms-Universität Rechtswissenschaft. 1902 wurde er im Corps Hannovera Göttingen aktiv. Nach dem ersten Staatsexamen machte er zunächst ein längeres landwirtschaftlichen Praktikum. Nach der Referendarzeit wurde er 1907 in Breslau zum Dr. iur. promoviert. Er legte 1908 das zweite Staatsexamen ab und trat seine erste Stelle als Gerichtsassessor in Breslau an. Bis 1910 arbeitete er für die Preußische Ansiedlungskommission in Posen.
1911–1914 war Ponfick Direktor der brandenburgischen Provinzial-Siedlungsgesellschaft „Eigene Scholle“ bevor er von 1914 bis 1917 seinen Kriegsdienst im Ersten Weltkrieg ableistete. 1917 kehrte er zur Justiz als Amtsrichter in Freiburg in Schlesien zurück. Bereits 1918 wurde er Regierungsrat beim Oberpräsidium in Potsdam und 1919 Geheimer Regierungsrat und Vortragender Rat im Reichsarbeitsministerium. Im Ministerium war Ponfick Leiter der Unterabteilung für ländliche Siedlung. Als solcher löste er 1921 erste Überlegungen im Kabinett aus, wie weit das Recht auf freie Meinungsäußerung nach der Weimarer Reichsverfassung auch für Beamte gelten könne, nachdem er den preußischen Landwirtschaftsminister Otto Braun über die Presse der Untätigkeit bezichtigt hatte.
Gleichzeitig war er als Dozent an der Verwaltungsakademie in Berlin tätig. Nach seinem Ausscheiden aus dem Staatsdienst 1923 setzte er sich als Berater landwirtschaftlicher Verbände ein und war ab 1925 als Rechtsanwalt beim Kammergericht in Berlin zugelassen. Ponfick war von 1922 bis 1928 Mitglied des Vorläufigen Reichswirtschaftsrates als Vertreter des Reichslandbundes, dessen Beirat er auch angehörte. Als Landtagsabgeordneter vertrat Ponfick im Preussischen Landtag die Interessen des Landvolks, einer Bauernpartei der Weimarer Republik. Neben der Mitarbeit in Gremien weiterer landwirtschaftlicher Organisationen entfaltete er eine umfangreiche fachbezogene schriftstellerische Tätigkeit zu allen rechtlichen Fragestellungen der Landwirtschaft, insbesondere des landwirtschaften Bodenrechts, damals vor dem Hintergrund der Versorgung von Kriegsheimkehrer unter dem Gesichtspunkt der Selbstversorgung Siedlungsrecht genannt. Bekannt wurde sein Kommentar zum Reichssiedlungsgesetz vom 11. August 1919, der in mehreren Auflagen erschien. Er war Mitglied der Aufsichtsräte mehrerer Zuckerfabriken in Schlesien.
Da sein Sohn an den Folgen einer Poliomyelitis litt und nicht fliehen konnte, blieb Ponfick 1945  in Oberschreiberhau. Er starb in sowjetischer Haft.